# Thymidine-diphosphate-glucose
Le thymidine-diphosphate-glucose (TDP-glucose), ou désoxythymidine-diphosphate-glucose (dTDP-glucose), est un nucléotide-ose constitué de désoxythymidine diphosphate et de glucose. C'est le point de départ de la biosynthèse de nombreux désoxyoses.